# Sarah Alexander
Sarah Alexander, nata Sarah Smith (Londra, 3 gennaio 1971), è un'attrice britannica.
È sposata con l'attore Peter Serafinowicz e ha due figli: Sam e Phoebe.

## Filmografia parziale

### Cinema
- Piccolo grande amore, regia di Carlo Vanzina (1993)
- Summer in the Suburbs, regia di David Attwood (1999)
- Going Off Big Time, regia di Jim Doyle (2000)
- Il diario di Bridget Jones (Bridget Jones's Diary), regia di Sharon Maguire (2001)
- 2 Young 4 Me - Un fidanzato per mamma (I Could Never Be Your Woman), regia di Amy Heckerling (2007)
- Stardust, regia di Matthew Vaughn (2007)
- The Suppressor, regia di Ara Paiaya (2011)

### Televisione
- Alas Smith & Jones – serie TV, 12 episodi (1997-1998)
- The Strangeres – serie TV, 3 episodi (2000)
- L'ispettore Barnaby (Midsomer Murders) – serie TV, episodio 4x01 (2000)
- Smack the Pony – serie TV, 23 episodi (1999-2003)
- Look Around You – serie TV, 4 episodi (2002-2005)
- Coupling – serie TV, 28 episodi (2000-2004)
- Green Wing – serie TV, 13 episodi (2004-2006)
- Teachers – serie TV, 6 episodi (2006)
- The Worst Week of My Life – serie TV, 17 episodi (2004-2006)
- Mutual Friends – serie TV, 6 episodi (2008])
- All Small Things – serie TV, 6 episodi (2010)
- Miss Marple (Agatha Christie's Marple) – serie TV, episodio 5x01 (2010)
- The Jury II – serie TV, 4 episodi (2011)
- Me and Mrs Jones – serie TV, 6 episodi (2012)